# Atrichantha gemmifera
Atrichantha gemmifera là một loài thực vật có hoa trong họ Cúc. Loài này được (Bolus) Hilliard & B.L.Burtt mô tả khoa học đầu tiên năm 1981.